# النبي رشاده
النبي رشاده إحدى القرى اللبنانية من قرى قضاء بعلبك في محافظة بعلبك الهرمل.

## نبذة عن القرية
من رحاب سهل البقاع اللبناني الخصيب الممتدّ شمالا مع نهر العاصي وجنوبا مع نهر الليطاني، وعلى مقربة من كتف سلسلة جبال لبنان الغربية، وتحت رعاية العين السّاهرة حدث بعلبك، تطلّ بلدة النبي رشادة المتربّعة على هضبة قليلة الإرتفاع ومحاطة بقرى عدة، غرب مدينة الشمس بعلبك.
قرية ما زالت تحتفظ ببعض من طابعها القديم من حيث بعض البيوت وحركة الزراعة الكثيفة، تنتج اراضيها أفضل أنواع الحبوب والفاكهة والتّين والعنب والكرز والمشمش.

## سبب التّسمية
يعود اصل التّسمية لمقام نبيّ الله رشادة، الذي له الفضل في قيام هذه البلدة الوادعة، حيث سكنها الأجداد قديما تبرّكا بوجود هذا النّبي الكريم، وتفيد بعض الرّوايات انّه يعود بالنّسب إلى أحد اولاد نبي الله آدم. وتحكي بعض الرّوايات أنّه أحد أبناء النّبي أيوب الذي كان مسرح معاناته في البقاع الغربي اللبناني والذي يدعى رشيد أو رشاد، تمّ تحريفه لسهولة لفظه والتّداول به... ويمكن ان يكون اصل التّسمية كما جاء في كتاب معجم أسماء المدن والقرى اللبنانية يرجح انّه تحريف لكلمة تعني في مدلولها، رأس الاعياد أي العيد الأول والاحتفال الأول، وقد يكون أيضا معناه المكان ان كان مزارا أو مقاما وهو الارجح.

## النشاط الإقتصادي
العمود الفقري لاقتصاد البلدة يعتمد على الزراعة بالدرجة الأولى، كما ان العديد من شباب البلدة يعملون في مجالات مختلفة من وظائف ادارية، وتربوية وعسكرية، ومهنية، وطبية وتجارية. والقليل منهم دفعته الظروف المعيشية إلى الهجرة الداخلية نحو المدن كبيروت وغيرها، وهجرة إلى خارج البلاد حيث توزعوا بين دول الخليج العربي وافريقيا واوروبا، وصولا إلى العديد من دول أميركا الجنوبية وأمريكا الشمالية (أميريكا وكندا والمكسيك) بهدف تحسين اوضاعهم الاجتماعية والحياتية والمادية.

### الزراعة
التربة في البلدة بمعظمها صالحة للزراعة، حيث تكثر زراعة كروم العنب والبساتين على اختلاف انواعها، كاللوز والكرز والمشمش والدراق والزيتون. كما الزراعات المتنوعة والمختلفة صيفا وشتاء كالحبوب والخضار على انواعها إضافة إلى زراعة الدّخّان مؤخّرا.
يهتم أهل البلدة أيضا بنصب العديد من أنواع الاشجار المثمرة وغير المثمرة امام منازلهم وفي الساحات العامة وعلى مدخل البلدة لتجميلها، كالصنوبر، السّرو، الحور والصفصاف وغيرها.

## السّكان
هذا وسكن البلدة منذ القدم العديد من العائلات: آل أبو خضر وآل الحاج يونس وفروعهم: سليم ومحمّد وعبد الواحد، وآل الفوعاني، وآل زعيتر، وآل الحرفوش، وآل برو، وآل زين الدين، وآل الضيفة، وآل مشيك، وآل المصري، وآل حمادة، وآل مهنّا، وآل عمر، وآل اوزا، وآل الحسيني وآل غندورة. وتوزع الكثير منهم على القرى والبلدات المجاورة وبيروت وجبل لبنان والجنوب والشّمال.
يبلغ عدد سكان البلدة حاليا حوالى 2500 نسمة، عدد الناخبين حوالى 1300 نسمة.